# اتحادیه فوتبال انگلستان
اتحادیه فوتبال (به انگلیسی: The Football Association) نهاد اداره‌کنندهٔ ورزش فوتبال در انگلیس است که در سال ۱۸۶۳ تأسیس شد و قدیمی‌ترین فدراسیون فوتبال ملی به شمار می‌رود. مقر اتحادیه فوتبال در ورزشگاه ومبلی لندن قرار دارد.
اتحادیه فوتبال بر تمام جوانب فوتبال انگلستان در تمام رده‌های سنی مردان و زنان نظارت دارد. این اتحادیه همچنین مسئول برگزاری جام حذفی فوتبال انگلیس نیز می‌باشد. این اتحادیه عضو فیفا و یوفا به شمار می‌رود و یک کرسی دائمی در هیئت بین‌المللی فوتبال در اختیار دارد.
اتحادیه فوتبال انگلستان از سال ۱۹۳۹ به بعد ، دارای یک رئیس نمادین بوده که همواره از اعضای خانواده سلطنتی بریتانیا انتخاب شده‌است. بر اساس نظام‌نامه اتحادیه فوتبال انگلستان، فرنشین واقعی این نهاد مسئول اصلی اجرا و تنظیم قوانین فوتبال در این کشور می‌باشد.از برجسته‌ترین رؤسای این نهاد در سال‌های اخیر، دیوید تیرسمن یکی از نمایندگان مجلس اعیان بود.
- رؤسای اخیر اتحادیه فوتبال انگلستان

| ردیف | ریاست نمادین                 | ریاست                   |
| ---- | ---------------------------- | ----------------------- |
| ۱    | شاهزاده ادوارد ، ۱۹۷۱–۲۰۰۰   | دیوید تیرسمن ۲۰۰۸–۲۰۱۰  |
| ۲    | شاهزاده اندرو ، ۲۰۰۰–۲۰۰۶    | دیوید برنستین ۲۰۱۱–۲۰۱۳ |
| ۳    | شاهزاده ویلیام ، ۲۰۰۶–تاکنون | گرگ دایک ۲۰۱۳–تاکنون    |